# Agrotis dimidia
Agrotis dimidia är en fjärilsart som beskrevs av Philipp Christoph Zeller 1847. Agrotis dimidia ingår i släktet Agrotis och familjen nattflyn. Inga underarter finns listade i Catalogue of Life.